# HOXC13
HOXC13 (англ. Homeobox C13) – білок, який кодується однойменним геном, розташованим у людей на короткому плечі 12-ї хромосоми. Довжина поліпептидного ланцюга білка становить 330 амінокислот, а молекулярна маса — 35 379.
| 10         |  | 20         |  | 30         |  | 40         |  | 50         |
| ---------- |  | ---------- |  | ---------- |  | ---------- |  | ---------- |
| MTTSLLLHPR |  | WPESLMYVYE |  | DSAAESGIGG |  | GGGGGGGGTG |  | GAGGGCSGAS |
| PGKAPSMDGL |  | GSSCPASHCR |  | DLLPHPVLGR |  | PPAPLGAPQG |  | AVYTDIPAPE |
| AARQCAPPPA |  | PPTSSSATLG |  | YGYPFGGSYY |  | GCRLSHNVNL |  | QQKPCAYHPG |
| DKYPEPSGAL |  | PGDDLSSRAK |  | EFAFYPSFAS |  | SYQAMPGYLD |  | VSVVPGISGH |
| PEPRHDALIP |  | VEGYQHWALS |  | NGWDSQVYCS |  | KEQSQSAHLW |  | KSPFPDVVPL |
| QPEVSSYRRG |  | RKKRVPYTKV |  | QLKELEKEYA |  | ASKFITKEKR |  | RRISATTNLS |
| ERQVTIWFQN |  | RRVKEKKVVS |  | KSKAPHLHST |  |            |  |            |

A: Аланін

C: Цистеїн

D: Аспарагінова кислота

E: Глутамінова кислота

F: Фенілаланін

G: Гліцин

H: Гістидин

I: Ізолейцин

K: Лізин

L: Лейцин

M: Метіонін

N: Аспарагін

P: Пролін

Q: Глутамін

R: Аргінін

S: Серин

T: Треонін

V: Валін

W: Триптофан

Кодований геном білок за функцією належить до білків розвитку. 
Задіяний у таких біологічних процесах, як транскрипція, регуляція транскрипції. 
Білок має сайт для зв'язування з ДНК. 
Локалізований у ядрі.